# 圣玛丽娜-萨利纳
圣玛丽娜-萨利纳（義大利語：Santa Marina Salina），是意大利西西里大区墨西拿廣域市的一个市镇。总面积8平方公里，人口885人，人口密度110.6人/平方公里（2009年）。ISTAT代码为083087。